# Pałac w Kobierzycach
Pałac w Kobierzycach (niem.  Schloss Koberwitz) – zabytkowy pałac we wsi Kobierzyce.

## Historia
Zabytek wybudowany w  XVIII w. jest częścią zespołu pałacowego, w skład którego wchodzi jeszcze park.